# 故意の盲目
故意の盲目（こいのもうもく、英: willful blindness）は、人が意図的に責任を問われる事実に気づかないようにすることで不法行為に対する民事または刑事責任を回避しようとする状況を表すために法律で使用される用語。別名、法の無知、故意の無知、巧まれた無知、ネルソニアン知識。
アメリカ合衆国対ジュエル事件では、故意の無知が犯罪的麻薬所持および輸入について認識していたとする要件の証明を満たしていると判断した。
この用語はもともと法律上の文脈で使用されてきたが、「故意の無知」という用語は、その用語を使用する人々にとって重要であると考えられる倫理的問題から、人々が意図的に注意を逸らしているような状況を意味する。たとえば、問題があまりにも厄介であり、忘れてしまいたい、問題を解決するには多大な努力が必要だ、という理由から。

## アメリカ合衆国における判例
アメリカ合衆国対ジュエル事件では、故意の無知があったという証明が、犯罪的所持および麻薬の輸入に関する知識の要件を満たしていると判断した。アメリカ合衆国の多くの事件では、違法薬物の入った小包を輸送した人々は、彼らがその小包の中身について尋ねたことがないため、法律を破る意図を欠いていたと主張している。しかし、裁判所は 被告人が荷物の中身について認識できなかったことで犯罪に寄与する無謀さを実行したという判決を下したので、そのような弁護は成立しなかった。なお、このルールは、今まで中小規模の独立系宅配業者に適用されており、より大きな一般宅配業者に（例：フェデックス、ユナイテッド・パーセル・サービス、米国郵便公社）彼らが配達する小包の内容物について責任を問うたことはない。